# 1987 v dopravě
Tento článek obsahuje seznam událostí souvisejících s dopravou, které proběhly roku 1987.

## Květen
- 4. května

 V Záhřebu byla zprovozněna nová tramvajová trať na sídliště Novi Zagreb; předána byla v rámci tzv. Univerziády.

## Červen
- 5. června

 Dokončením elektrizace trati 170 na úseku Beroun – Plzeň byl umožněn plynulý elektrický provoz z Prahy přes Plzeň do Chebu. V Berouně vznikl styk železničních napájecích soustav.

## Červenec
- 11. července

 V Pražském metru byla uvedena stanice metra Strašnická do provozu, spolu s ní také celý úsek III.A.
- 31. července

 V Londýně byla otevřena síť lehkého metra pod názvem Docklands Light Railway.

## Září
- 24. září

 Lokomotiva 1044.501 ÖBB dosáhla rychlosti 241,2 km/h – jednalo se o nový rychlostní rekord rakouských železnic.

## Listopad
- 6. listopadu

 Otevřen úsek metra v Moskvě mezi stanicemi Běljajevo – Ťoplyj Stan na šesté lince.
- 18. listopadu

 Ve stanici Londýnského metra, King's Cross vypukl rozsáhlý požár, jež si vyžádal 31 obětí.

## Prosinec
- 21. prosince

 Otevřena stanice metra Čechovskaja v Moskvě na deváté lince.
- 25. prosince

 Zprovozněn první úsek Samarského metra.
- 31. prosince

 Zprovozněn úsek Novosibirského metra v úseku Sibirskaja – Ploščaď Garina Michajlovskogo. Jednalo se o první úsek Dzeržinské linky, tvořily jej v této době pouze tyto dvě stanice.

## Neurčené datum
V Ciudad de México byla po dvou etapách zprovozněna devátá linka metra.
 V Praze a Plzni byly vyřazeny poslední tramvaje typu Tatra T1.
 V Brně byla zprovozněna trolejbusová trať na sídliště Vinohrady.